# Anna Blamanhuis

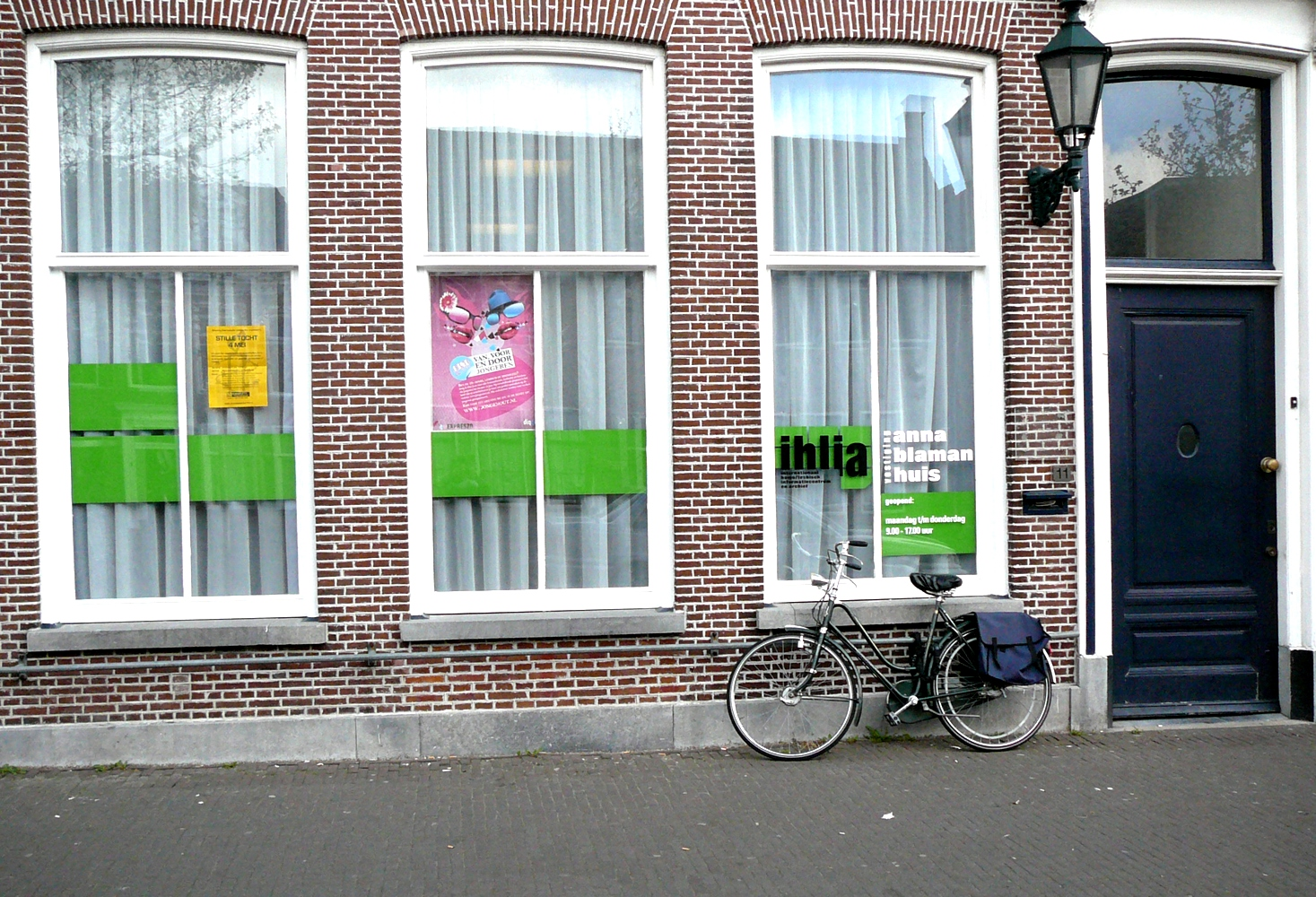
Voorgevel van het Anna Blamanhuis (van 1997 tot 2011: Noordvliet 11, Leeuwarden)

Het Anna Blamanhuis was tussen 1987 en 2013 een bibliotheek en informatiecentrum op het gebied van seksuele diversiteit, aanvankelijk voor (lesbische) vrouwenemancipatie, in de Friese stad Leeuwarden.

## Ontstaan
Het Anna Blamanhuis is voortgekomen uit de Stichting Lesbisch Archief Leeuwarden die in 1982 door Henny Smid werd opgericht. Het was onder meer gevestigd in een pand aan het Noordvliet in Leeuwarden. De doelstelling daarvan was de lesbische emancipatiestrijd met informatie te ondersteunen. De naam van het huis was een eerbetoon aan de lesbische Nederlandse schrijfster Anna Blaman wegens haar voorbeeldrol voor lesbische vrouwen in de jaren vijftig.

### Stichting Lesbisch Archief Leeuwarden
Op 17 april 1982 opende de stichting Lesbisch Archief Leeuwarden haar deuren. De motivatie om het archief op te richten ontstond vanuit een gemis aan positieve informatie voor lesbisch vrouwen, waardoor zij in een geïsoleerde wereld leefden. In 1982 besloot de oprichtster Henny Smid dat het tijd werd om deze informatie aan de vergetelheid te ontrukken en zij startte met vijf andere dames het toenmalige Lesbisch Archief Leeuwarden.

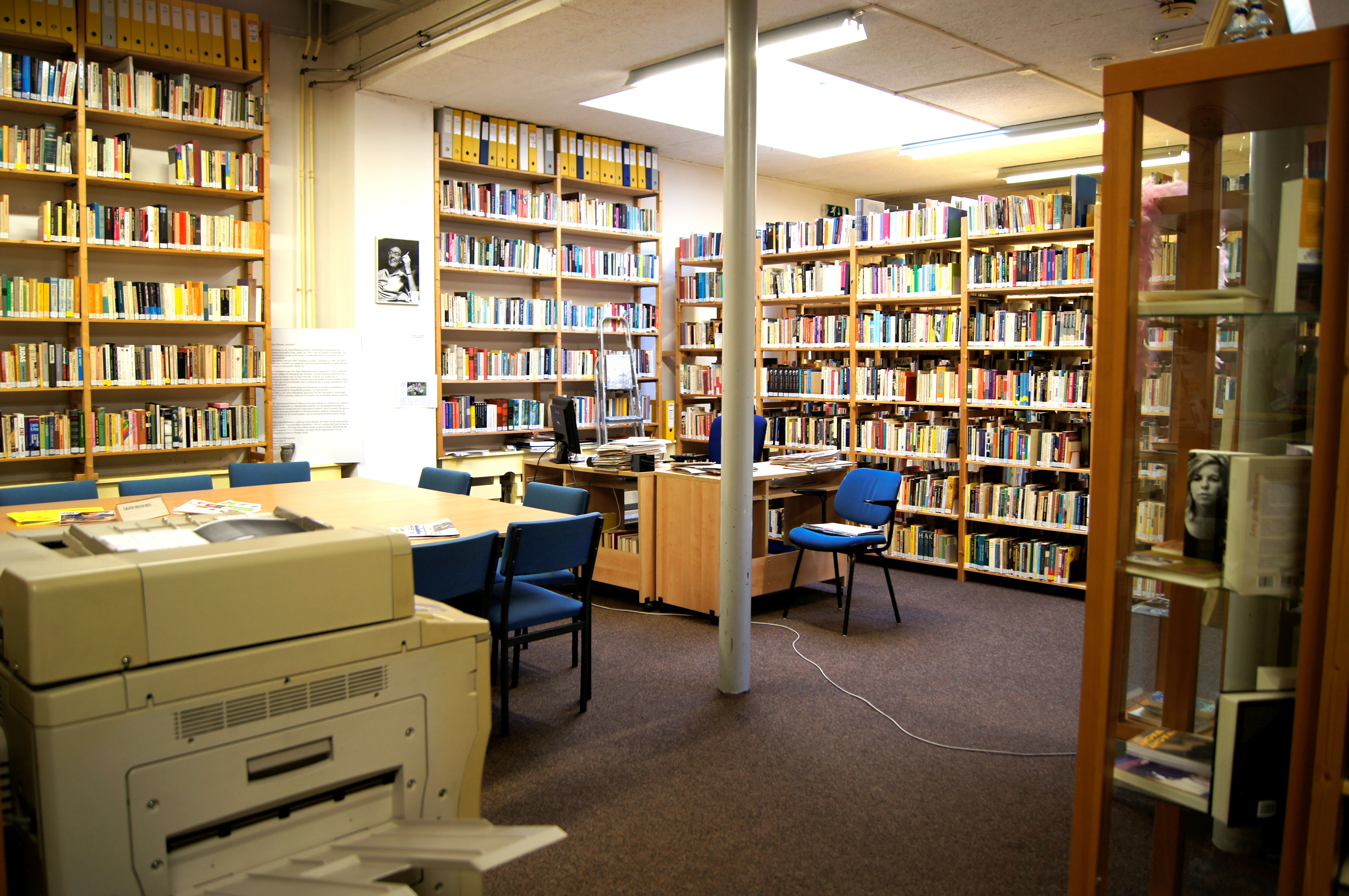
Leeszaal in het Anna Blamanhuis

In het begin van de jaren tachtig verzamelde Henny Smid alles wat met lesbisch-zijn te maken had. Boekhandels, tweedehandswinkels en –markten werden door haar afgestruind om zoveel mogelijk te pakken te krijgen. De verzameling nam al gauw twee kamers in haar huis in beslag. Na een tijdje kreeg ze hulp van vriendinnen en na de oprichting van de 'Stichting Lesbisch Archief Leeuwarden' werd de verzameling opengesteld voor bezoekers. De informatiestroom werd groter en groter, omdat er ook steeds meer contacten in Nederland en daarbuiten werden gelegd. Sinds het begin van de stichting werd er grote moeite gedaan om emancipatie- en cultuursubsidies te verkrijgen. Ondanks alle tegenslagen lukte het archief het toch om via langdurige procedures en rechtszaken een structurele subsidie van de provincie Friesland en de gemeente Leeuwarden te krijgen. In 1985 ging men op zoek naar een geschikt pand, want de werkruimte werd zo krap dat er afspraken gemaakt moesten worden over wie wanneer waar kon werken.

### Opening Anna Blamanhuis
In 1987 was het eindelijk zover: de stichting kreeg een pand aangeboden, zodat in mei van dat jaar officieel het Anna Blamanhuis kon worden geopend. Vanaf dat moment kon het beleid van de afgelopen jaren volledig zichtbaar worden. Bij de opening van het nieuwe pand werd ook de naam van het archief officieel veranderd in het Anna Blamanhuis - Lesbisch Archief Leeuwarden, interculturele informatieplaats voor de vrouwen-, homo- en meidenbeweging. Met een toespraak en een onthulling van het naambord opende wethoudster Jannie Vlietstra op 16 mei 1987 het Anna Blamanhuis in Leeuwarden. Ook afgevaardigden van onder andere zwarte vrouwenorganisaties, het lokale en landelijke Nederlandse Vereniging tot Integratie van Homoseksualiteit COC, het Lesbisch Archief Amsterdam, feministische boekhandels en politieke partijen waren bij de opening aanwezig.
Vanaf dat moment fungeerde het Anna Blamanhuis niet alleen als archief, onderzoekscentrum en bibliotheek, maar ook als voorbeeld en vraagbaak voor alle lesbische vrouwen en homoseksuele mannen met vragen over een lesbische/homoseksuele levensstijl. Activiteiten als kunstexposities, thema-avonden en vrouwendagen werden georganiseerd om bewustzijn en saamhorigheid onder vrouwen te creëren. Ook in het eigen bestuur van het Anna Blamanhuis streefde het archief naar een zo gelijkwaardig mogelijk afspiegeling van achtergestelde groepen in de samenleving en dan met name lesbische, gekleurde en Joodse vrouwen en vrouwen uit de arbeidersklasse.

### Locaties
Vanaf 1987 tot en met 1997 bevond het Anna Blamanhuis zich aan het Zuidvliet 118 in Leeuwarden. Het pand bood veel ruimte voor het verzamelde materiaal en daarnaast waren er een vergaderruimte en een expositieruimte aanwezig.
In 1997 verhuisde het ABH naar Noordvliet 11. Vanaf augustus 2011 tot de sluiting van de organisatie was het IHLIA-Anna Blamanhuis inwonend bij de Openbare Bibliotheek Leeuwarden.

## Collectie

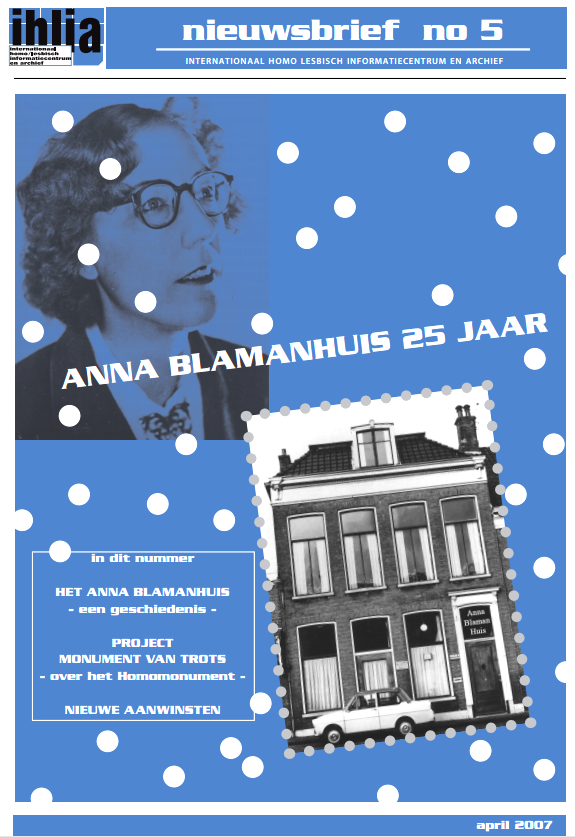
Anna Blamanhuis 25 jaar
(IHLIA Nieuwsbrief 2007)

De collectie van Anna Blamanhuis bestond onder andere uit boeken, buttons, artikelen, video's, cassettebandjes, affiches, pamfletten, curiosa, binnen- en buitenlandse bladen, kledingstukken, scripties, foto's en wetenschappelijke publicaties. Na een tijd alleen lesbisch materiaal verzamelen strekte de verzamelwoede zich uit tot homoliteratuur uit binnen- en buitenland. Het archief was vijf jaar na zijn oprichting uitgegroeid tot een volledig gesubsidieerde Culturele Informatieplaats voor de Vrouwen-, Homo- en Meidenbeweging. Binnen het aanbod van documentair materiaal was er in het archief een onderscheid aangebracht tussen 'gekleurde' en 'witte' publicaties. Hierbij noemde het Anna Blamanhuis zich een interculturele informatieplaats: "er wordt materiaal verzameld van de lesbische en homobeweging en joods, zwart, gekleurd en Derde Wereld-materiaal."
In 1987 kreeg het Anna Blamanhuis een deel van de archieven van de Gay Krant in beheer, die in ruil hiervoor een beroep kon doen op het archief wanneer zij achtergrondinformatie nodig had. Het Anna Blamanhuis bleek een veel geraadpleegde vraagbaak te vormen voor tal van gebruikers. Naast veel particulieren – zowel homoseksuelen als heteroseksuelen en biseksuelen – die graag af en toe een goed boek wilden lezen of zich puur uit interesse met de achtergronden van de homoseksualiteit bezighielden, waren er ook vele instellingen die van diensten van het Anna Blamanhuis gebruik maakten.
In 1991 kwam er meer nadruk op collectievorming en ontsluiten, minder op culturele activiteiten. Er kwamen voor het eerst twee betaalde banen. Samenvoeging van het "zwarte" en "witte" materiaal gebeurde in 1995 en het ABH werkte voor het eerst met computers voor het ontsluiten van titels. Er kwamen ongeveer 500 bezoekers per jaar, voornamelijk uit de noordelijke provincies. De collectie bestond uit 800 tijdschrifttitels, ongeveer 20.000 boeken en grijze literatuur, 7.000 affiches uit alle werelddelen, waarvan er 4.000 op dia gezet zijn en honderden cassettebandjes.
Vrijwilligers waren de krachten waar het Anna Blamanhuis grotendeels op draaide en samenwerking met andere organisaties stond hoog op het prioriteitenlijstje van het interim-bestuur.

## Fusie
Sinds 1999 was het Anna Blamanhuis een onderdeel van Internationaal Homo/Lesbisch Informatiecentrum en Archief (IHLIA) dat ontstaan is uit een fusie van het Homodok, het Lesbisch Archief Amsterdam en het Anna Blamanhuis. Toen werd het Anna Blamanhuis officieel IHLIA Leeuwarden. Daarvoor was het Anna Blamanhuis ook een informatiecentrum voor vrouwenemancipatie en zwarte en migrantenvrouwen. Binnen IHLIA ging het zich vooral richten op lhbt-onderwerpen.
Tot 2005 trok het Anna Blamanhuis jaarlijks ruim vijfduizend bezoekers uit binnen- en buitenland. Als culturele kernvoorziening van de gemeente Leeuwarden kreeg het archief subsidie van de provincie Friesland en twee ministeries. In hetzelfde jaar kreeg het Anna Blamanhuis een extra bedrag aan rechtsherstelgelden voor slachtoffers van de Tweede Wereldoorlog. Daarnaast was er ook extra geld beschikbaar uit verschillende fondsen en van particulieren.
Met zeven andere organisaties vormde het Anna Blamanhuis in 2001 het Homoplatform Fryslân. Deelnemers waren het COC, De Kringen, Homokoor 'Onder anderen", het CHJC, de Werkgroep Geloof en Homoseksualiteit Friesland, Stichting Orpheus en het Anna Blamanhuis. Het Anna Blamanhuis was voorzitter.

## Ondergang

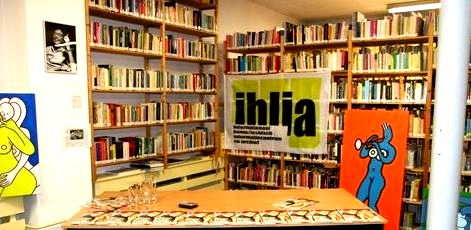
Leeszaal Anna Blamanhuis
in de OB Leeuwarden (2011)

Wegens een oplopend financieel tekort werd de vestiging IHLIA Leeuwarden, voorheen het Anna Blamanhuis, per 1 oktober 2013 gesloten.
Al jaren was duidelijk dat de Friese vestiging van de Stichting IHLIA, voorheen het Anna Blamanhuis, niet in staat was zichzelf te bedruipen. De inkomsten uit de subsidie van de Gemeente Leeuwarden en de Provincie Friesland en de kosten van de vestiging raakten meer en meer uit balans. Het oplopende tekort van IHLIA Leeuwarden was een ernstige bedreiging voor het voortbestaan van de hele organisatie. IHLIA heeft landelijk en internationaal een taak in het bewaren en beschikbaar stellen van erfgoed op lhbt-terrein. De sluiting van IHLIA Leeuwarden maakte dat IHLIA deze functie centraal zou kunnen voortzetten, ook voor het Friese lhbt-erfgoed. Het bestuur en de directie van IHLIA betreurden de noodzakelijke stap om na ruim dertig jaar het voormalige Anna Blamanhuis te moeten sluiten.
De collectie van het voormalige Anna Blamanhuis werd ondergebracht bij Tresoar en Fers (provinciale ondersteuningsinstelling). De audiovisuele collectie werd geschonken aan het COC Fryslân. Het grootste deel van de in het Anna Blamanhuis aanwezige niet-Friese archieven, affiches en de muziekcollectie werden overgebracht naar de IHLIA-vestiging in Amsterdam.